# Khalq
Khalq ("folket") var en av de två falangerna av Afghanistans folkdemokratiska parti (PDPA), ett afghanskt marxistiskt parti. Khalq var också namnet på gruppens tidning, som förbjöds efter sex nummer. Den andra konkurrerande PDPA-falangen kallades Parcham ("Fanan"). Efter aprilrevolutionen 1978 hade Khalq inledningsvis en ledande roll men utmanövrerades senare av Parchamisterna.